# Патриарший экзархат Африки
Патриа́рший экзарха́т А́фрики — экзархат Русской православной церкви на территории Африки. Образован решением Священного синода Русской православной церкви 29 декабря 2021 года. Глава экзархата носит титул, определяемый Священным синодом. Административный центр экзархата — храм святителя Филиппа, митрополита Московского, в Мещанской слободе города Москвы.
Экзархат образован на территории признанной юрисдикции Александрийского патриархата в связи с просьбами православных христиан Африки перейти в юрисдикцию Московского патриархата после признания Александрийским патриархатом автокефалии Православной церкви Украины (ПЦУ), которую РПЦ считает раскольнической.
По состоянию на февраль 2025 года экзархат насчитывает около 350 приходов, которые действуют в 34 странах Африканского континента, при этом постоянные священники есть в 24 странах. В клире Экзархата служат 259 пресвитеров и 7 диаконов священников. Действуют 3 монашеских общины.

## История
До 2019 года Русская православная церковь признавала Африканский континент исключительной канонической территорией Александрийского патриархата, а также, по словам протоиерея Николая Балашова, «многократно на протяжении многих лет в ОВЦС из Африки обращались с просьбой о приёме разные раскольники, но мы никогда не вступали с ними не то что в сослужение, но и в какие‑либо контакты». Кроме того, по словам митрополита Антония (Севрюка), «в архиве Отдела внешних церковных связей хранится много обращений от русскоязычных соотечественников, которые проживают и в других странах Африки и которые просили, чтобы РПЦ основала свои приходы, направляла им священников. Мы уважали права Александрийского патриархата и поэтому не могли положительно ответить на поступавшие к нам просьбы».
В ответ на признание 8 ноября 2019 года патриархом Александрийским Феодором II Православной церкви Украины (ПЦУ) и её автокефалии Священный синод Русской православной церкви 26 декабря 2019 года постановил, среди прочего, вывести «приходы Русской Православной Церкви, находящиеся на Африканском континенте» из юрисдикции Александрийского патриархата и наделить их ставропигиальным статусом, представительство патриарха Московского и всея Руси при патриархе Александрийском преобразовать в приход Русской православной церкви в Каире. По словам иерея Георгия Максимова, «многие африканские священники и миряне Александрийской церкви обратились к нам с такими же прошениями. Строго говоря, появление Африканского экзархата — это то, что предложили сами африканцы. Эта идея родилась в Африке, в африканских умах. На каком основании мы бы отказали им, если мы уже приняли русских, которые живут в Африке? Мы же не можем отказывать просто по цвету кожи — это не аргумент».
В сентябре 2021 года в справке к журналу Священного синода РПЦ № 61 указывалось, что после разрыва общения с Александрийским патриархатом «в Русскую Православную Церковь стали поступать многочисленные прошения о приеме в юрисдикцию Московского Патриархата от клириков Александрийской Церкви, не согласных с решением Патриарха Феодора о признании украинских раскольников и не желающих по этой причине пребывать под его омофором. Русская Православная Церковь воздерживалась от положительного ответа на таковые прошения в надежде на то, что Патриарх Феодор изменит свое решение, а архиереи Александрийской Церкви не поддержат легализацию украинского раскола. К сожалению, этого не произошло. 28 июля 2021 года Предстоятель Александрийской Церкви направил на организованное раскольниками мероприятие в Киеве своего официального представителя епископа Вавилонского Феодора, который огласил приветствие от имени Александрийского Патриарха. А 13 августа 2021 года Патриарх Феодор посетил о. Имврос (Турция) и за литургией, которую возглавил Константинопольский Патриарх Варфоломей, сослужил с главой так называемой „Православной церкви Украины“, а затем в ходе отдельной встречи с ним заверил его в своей решительной поддержке. К настоящему времени никто из архиереев Александрийской Православной Церкви не выразил несогласия с действиями Патриарха Феодора по поддержке раскола на Украине». В результате, решением Священного синода от 23—24 сентября 2021 года архиепископу Леониду (Горбачёву) было поручено изучить поступившие обращения и представить предложения Священному синоду.

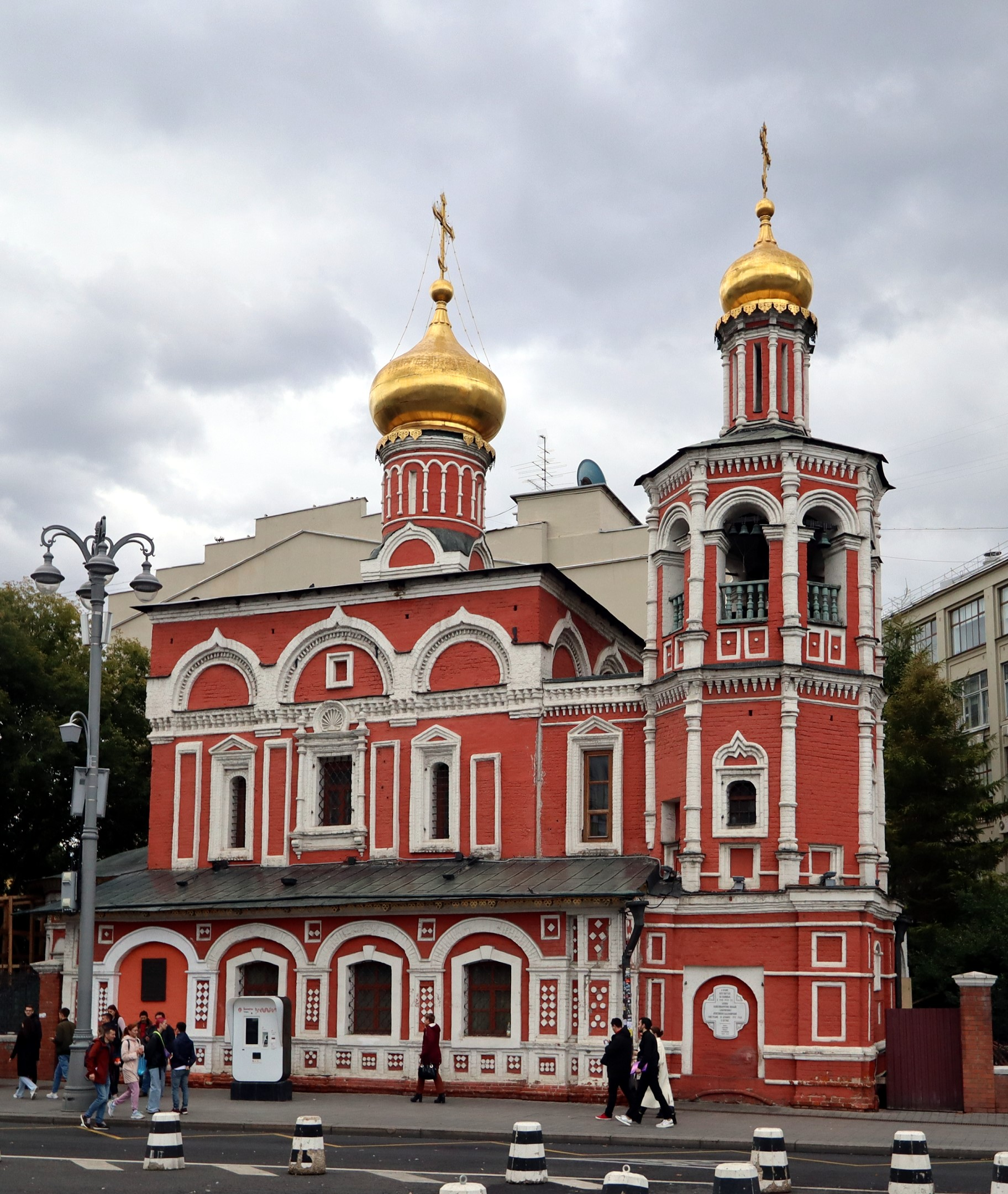
Всехсвятский храм на Кулишках в Москве, административный центр Патриаршего экзархата Африки c 30 декабря 2021 года по 8 сентября 2023 года

29 декабря 2021 года Синод РПЦ вынес решение о приёме в юрисдикцию Московского патриархата 102 клириков Александрийского патриархата из восьми африканских стран, а также создал Патриарший экзархат Африки, охвативший весь Африканский континент с прилегающими островами. В составе экзархата были образованы Северо-Африканская и Южно-Африканская епархии. В ведение первой были отнесены ставропигиальные приходы Московского патриархата в Египте, Тунисе и Марокко, второй — ставропигиальный приход Московского патриархата в ЮАР. Епархиальному архиерею Северо-Африканской епархии определялось иметь титул «Каирский и Северо-Африканский», Южно-Африканской епархии — «Йоханнесбургский и Южно-Африканский». Леонид (Горбачёв) сразу по принятии решения заявил агентству РИА Новости: «Ядро Экзархата будет коваться в Москве. Это абсолютно новая мощная структура континентального масштаба, которая требует скрупулёзного, детального изучения и проработки».
На следующий день Александрийский патриархат выразил «глубочайшее сожаление» в связи с решением Московского патриархата о создании собственной структуры в Африке, полностью входящей в юрисдикцию первого. В интервью агентству ТАСС 31 декабря 2021 года Леонид (Горбачёв) заявил, что после признания ПЦУ патриархом Феодором «нам безразлично, будут ли предприниматься какие-либо действия со стороны Александрийского патриархата», подчеркнув: «<…> если священноначалие АПЦ признает свою ошибку и принесёт покаяние, мы будем готовы о чём-то говорить. Но принятое решение Священного синода РПЦ о создании экзархата в Африке обратной силы иметь не будет в любом случае». Председатель отдела внешних церковных связей Московского патриархата митрополит Иларион (Алфеев) в начале января 2022 года утверждал, что «речь не идёт ни о каком вторжении» со стороны РПЦ или стремлении ослабить Александрийский патриархат, а о том, что Московский патриархат пошёл навстречу «тем, кто не желает ассоциироваться с расколом».
Синод Александрийского патриархата в заседании 12 января 2022 года принял заявление, в котором осудил учреждение Московским патриархатом своего экзархата в пределах юрисдикции Александрийской церкви, охарактеризовав такое деяние как «безнравственное вторжение Церкви России, осуществлённое неканоническими и недостойными методами», а также как попытку извратить православную экклесиологию по причинам, проистекающим из этнофилетизма, осуждённого собором в Константинополе в 1872 году, в то время как в деянии Московского патриархата просматриваются признаки неоколониализма и притязания на глобальное доминирование, что противоречит православной традиции. В ответном заявлении Священного синода Русской православной церкви от 28 января 2022 года говорилось: «Такое непростое решение, принятое в ситуации признания Александрийским Патриархом украинских раскольников, никоим образом не является выражением притязания на каноническую территорию древней Церкви Александрийской, но преследует единственную цель — дать каноническую защиту тем православным клирикам Африки, кто не желает участвовать в беззаконной легитимизации раскола на Украине. Призываем Блаженнейшего Патриарха Александрийского Феодора II и архипастырей Святейшей Церкви Александрийской отказаться от поддержки украинского раскола и вернуться на канонический путь, дабы сохранить единство Святого Православия».
7 февраля 2022 года митрополит Леонид отметил, что «на сегодняшний момент у нас порядка 150 священнослужителей из более чем 12 стран. Есть люди, которые смотрят, есть сомневающиеся».
Священный синод Русской православной церкви на заседании 24 марта 2022 года утвердил Внутреннее положение о Патриаршем экзархате Африки и его Устав.
18 декабря 2022 года в храме Воскресения Господня в Рабате (Марокко) состоялись первые в истории экзархата хиротонии: диакон Герман Эдианга из Уганды был рукоположён во пресвитера, а Сергий Воемава из Центральноафриканской Республики — во диакона.
В марте 2023 года митрополит Леонид отмечал: «В нашем Экзархате существует программа повышения квалификации для людей, уже имеющих богословское образование, которое они получили в греческих школах или католических университетах. Для них читают специализированные курсы по основным предметам духовных школ. В этом деле мы первопроходцы, поэтому тщательно и скрупулёзно стараемся разработать максимально комфортные курсы лекций и программы для слушателей, приезжающих к нам в Москву. Африканский континент — это 1,3 миллиарда населения и 54 страны с официальным суверенным статусом. На территории данных стран немало различного рода христианских и псевдохристианских образований и сект, многие из которых после образования Патриаршего Экзархата в Африке стали проситься к нам. Это длительный процесс, в котором нужны уже не курсы повышения квалификации. Это люди, которых необходимо „перековывать“ в ортодоксальном смысле. С этими общинами сейчас плотно работают наши миссионерские группы. Должен отметить, что почти все люди, пришедшие из этих сект и формирований, действительно верят в Христа, просто по-другому осознают веру в Него. Когда с ними работают квалифицированные миссионеры, у этих людей открывается новый взгляд на основы христианства, и они искренне признают это».
Православных африканцев Александрийской церкви к переходу в российскую юрисдикцию привлекает также и то, что в Александрийский патриархат назначаются епископы, в основном из Греции и Кипра. Александрийская православная церковь состоит на 98% из греков. Также в АПЦ существует неоднозначное отношение к темнокожему клиру и пастве, например, дискриминация к африканским учащимся, разделение приходов для греков и не греков и т. д., что является признаком церковного этнофилетизма, то есть дискриминации паствы и клира по расовому признаку.

## Экзархи
1. Леонид (Горбачёв) (29 декабря 2021 — 11 октября 2023)[15]
2. Константин (Островский) (с 12 марта 2024; и. о. с 11 октября 2023)

## Викарии
1. Евфимий (Моисеев) (с 24 октября 2024 года), еп. Луховицкий

## Епархии
- Северо-Африканская (Египет, Судан, Южный Судан, Эфиопия, Эритрея, Джибути, Сомали, Сейшельские Острова, Центральноафриканская Республика, Камерун, Чад, Нигерия, Нигер, Ливия, Тунис, Алжир, Марокко, Кабо-Верде, Мавритания, Сенегал, Гамбия, Мали, Буркина-Фасо, Гвинея-Бисау, Гвинея, Сьерра-Леоне, Либерия, Кот-д'Ивуар, Гана, Того, Бенин)
- Южно-Африканская (Южно-Африканская Республика, Лесото, Эсватини, Намибия, Ботсвана, Зимбабве, Мозамбик, Ангола, Замбия, Малави, Мадагаскар, Маврикий, Коморские Острова, Танзания, Кения, Уганда, Руанда, Бурунди, Демократическая Республика Конго, Республика Конго, Габон, Экваториальная Гвинея, Сан-Томе и Принсипи)